# NGC 4299
NGC 4299 est une petite galaxie spirale intermédiaire magellanique relativement rapprochée et située dans la constellation de la Vierge. NGC 4299 a été découverte par l'astronome britannique William Herschel en 1784.

## Caractéristiques
La classe de luminosité de NGC 4299 est IV-V et elle présente une large raie HI. Elle renferme également des régions d'hydrogène ionisé. NGC 4299 faisait partie des galaxies étudiées lors du relevé de l'hydrogène neutre de l'amas de la Vierge par le Very Large Array. Les résultats de cette étude sont sur cette page du site du VLA.

### Distance
Sa vitesse par rapport au fond diffus cosmologique est de 572 ± 24 km/s, ce qui correspond à une distance de Hubble de 8,44 ± 0,69 Mpc (∼27,5 millions d'al).
À ce jour,sept mesures non basées sur le décalage vers le rouge (redshift) donnent une distance de 21,914 ± 2,956 Mpc (∼71,5 millions d'al), ce qui est à l'extérieur des valeurs de la distance de Hubble. Cependant, cette galaxie est relativement rapprochée du Groupe local et les mesures indépendantes sont souvent assez différentes des distances de Hubble pour les galaxies rapprochées en raison de leur mouvement propre dans le groupe où l'amas où elles sont situées. Cette distance est probablement plus près de la distance réelle de NGC 4294. Notons que c'est avec les mesures des valeurs indépendantes, lorsqu'elles existent, que la base de données NASA/IPAC calcule le diamètre d'une galaxie.

## Paire de galaxies en interaction
Selon Vaucouleur et Corwin, NGC 4294 et NGC 4299 forment une paire de galaxies. Selon des mesures indépendantes du décalage vers le rouge, NGC 4294 est distante de 16,967 ± 2,982 Mpc (∼55,3 millions d'al). Considérant les incertitudes des valeurs, ces deux galaxies pourraient être à la même distance de la Voie lactée. On peut d'ailleurs voir une pâle extension au sud de NGC 4299 vers NGC 4294, surtout sur l'image de NGC 4299.

## Amas de la Vierge
Bien qu'elle n'apparaisse dans aucun groupe de galaxies des sources consultées, la désignation VCC 491 (Virgo Cluster Catalog) indique que NGC 4299 fait partie de l'amas de la Vierge.